# هند شلبي
هند شلبي (توفيت في 24 يونيو 2021) هي باحثة تونسية في علوم القرآن، كانت تشغل منصب أستاذة التفسير بجامعة الزيتونة. لُقّبت بـ«صاحبة الزي الشلبي»، وهو وصف أطلقه عليها العالم محمد الشاذلي النيفر لاعتبارها أول تونسية ترتدي الحجاب وتقتحم به أسوار الجامعة.

## مسيرتها
تنحدر هند شلبي من أسرة زيتونية عريقة، فوالدها الشيخ أحمد شلبي أحد مدرسي الزيتونة. حفظت القرآن الكريم في سن مبكر على يد الشيخ محمد الدلاعي برواية قالون عن نافع، وهي من أوائل التونسيات اللاتي نلن تحصيلا علميا في جامعة الزيتونة، حيث درست على يد كل من الشيخ محمد الفاضل بن عاشور وأحمد بن ميلاد وعلي الشابي ومحمد الحبيب بلخوجة وغيرهم، حتى حصلت على الإجازة في أصول الدين عام 1968، وارتقت في درجاتها العلمية لتنال الدكتوراه، ثم عُينت أستاذة وباحثة في علوم القرآن عام 1981 في الجامعة ذاتها إلى أن تقاعدت.
اهتمت بالبحث العلمي والتحصيل الأكاديمي واختارت الابتعاد عن الأضواء، حيث ألفت العديد من الكتب والبحوث في التراث الإسلامي أبرزها كتاب «التفسير العلمي للقرآن الكريم بين النظريات والتطبيق» و«القراءات بإفريقية» و«التصاريف».

### تحدي بورقيبة
في سنة 1975، وضمن احتفالية السنة الدولية للمرأة، ألقت هند شلبي محاضرة أمام الرئيس الراحل الحبيب بورقيبة عن مكانة المرأة في الإسلام، وأثارت جدلا بعد انتقادها لسياسات بورقيبة التحررية المتعلقة بمجلة الأحوال الشخصية، التي اعتبرتها تتعارض مع أحكام القرآن والسنة. ورغم التضييق الذي عانت منه بعد إصدار بورقيبة سنة 1981 منشورا يمنع ارتداء الحجاب في مؤسسات الدولة، وتواصل العمل به تحت نظام بن علي، تمسكت الدكتورة هند باللباس الشرعي؛ إذ لجأت إلى الزي التقليدي التونسي «السفساري» وهو لحاف (غطاء) حريري أبيض يغطي المرأة من رأسها حتى أسفل قدميها.

## أعمالها
أصدرت هند شلبي خمس مؤلفات تراوحت بين التأليف والتحقيق في الفترة ما بين (1979-1990):
- 1979: التصاريف: تفسير القرآن مما اشتبهت أسماؤه وتصرفت معانيه، ليحيى بن سلام (تحقيق)، الشركة التونسية للتوزيع
- 1983: القراءات بأفريقية من الفتح إلى منتصف القرن الخامس، الدار العربية للكتاب، (الكتاب في أصله رسالتها للدكتوراه)
- 1985: التفسير العلمي للقرآن الكريم بين النظريات والتطبيق
- 1990: عنوان الدليل من مرسوم خط التنزيل، لابن البناء المراكشي (تحقيق)، دار الغرب الإسلامي، بيروت

## وفاتها
تُوفيت في 24 يونيو 2021، متأثرة بإصابتها بفيروس كورونا.